# چارتول (خانه)
چارتول (انگلیسی: Chartwell) Chartwell یک خانه روستایی در نزدیکی وسترهام، کنت، در جنوب شرقی انگلستان است. برای بیش از چهل سال این مکان خانه وینستون چرچیل بوده‌است. او ملک را در سپتامبر ۱۹۲۲ خرید و تا اندکی قبل از مرگش در ژانویه ۱۹۶۵ در آنجا زندگی کرد. در دهه ۱۹۳۰، زمانی که چرچیل از سمت سیاسی خارج شد، چارتول محلی برای تصمیمات مهم او شد. او بر سر میز ناهارخوری خود، کسانی را جمع کرد که می‌توانستند به کمپین او علیه تسلیح مجدد آلمان نازی و واکنش مماشات دولت بریتانیا کمک کنند. او در اتاق مطالعه خود سخنرانی می‌کرد و کتاب می‌نوشت. او در باغ خود دیوار می‌ساخت، دریاچه می‌ساخت و نقاشی می‌کشید. در طول جنگ جهانی دوم، چارتول تا حد زیادی بلااستفاده بود، خانواده چرچیل پس از شکست او در انتخابات ۱۹۴۵ بازگشتند. اتاق‌ها با یادگاری‌ها و هدایا، مبلمان و کتاب‌های اصلی و همچنین افتخارات و مدال‌هایی که چرچیل دریافت کرده‌است تزئین شده‌است.